# Mohawker
Mohawker eller Kanien'gehaga är ett irokesiskt folk som sedan urminnes tid tillhör Irokesförbundet. De bodde ursprungligen i området kring Mohawk Valley i norra New York. Numera bor de i reservat i den amerikanska delstaten New York och i provinserna Ontario och Québec. De flesta tillhör Six Nations of the Grand River First Nation i Ontario eller Mohawk Nation at Akwesasne  i New York, Ontario och Québec.

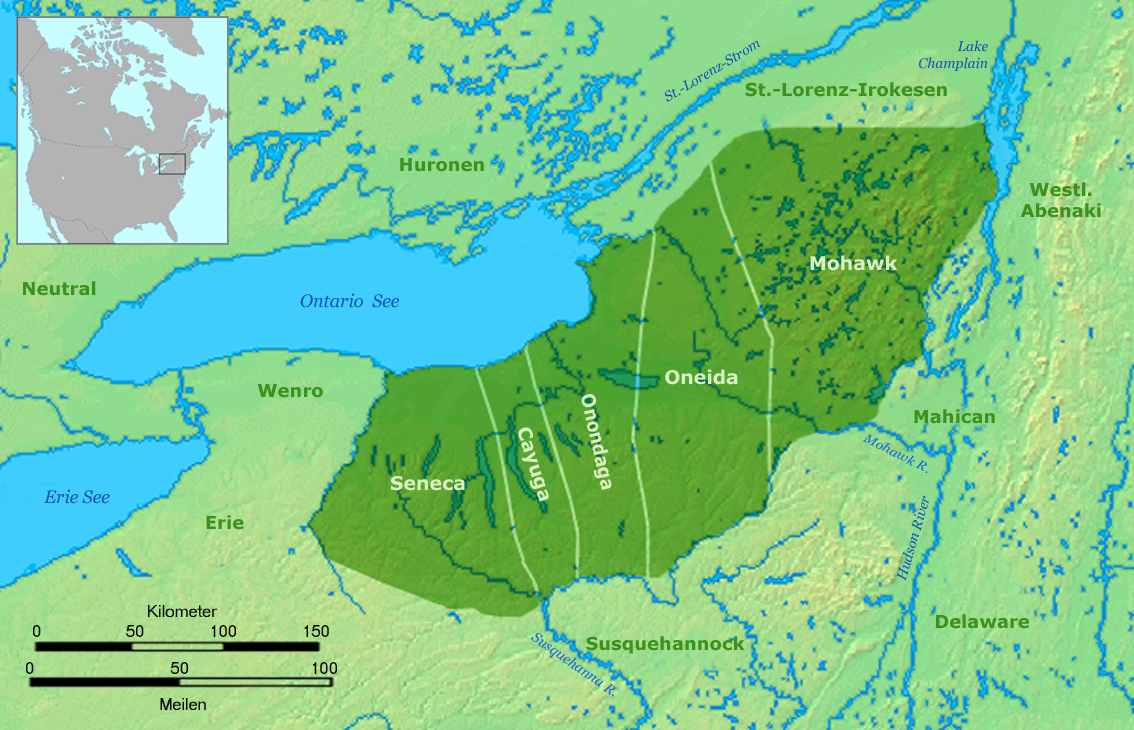
Mohawkerna var den "Östra dörrens väktare" i Irokesförbundet.